# Congress of the People (parti)
Congress of the People (Cope) eller Folkkongressen är ett sydafrikanskt, politiskt parti grundat 2008 av före detta ANC-medlemmar, under ledning av Mosiuoa Lekota, Mbhazima Shilowa och Mluleki George. Cope ställde upp i 2009 års val i vilket de fick 7.42% av rösterna (drygt 1,3 miljoner röster).
Partiets namn anspelar på ett politiskt stormöte år 1955, Congress of the People, vilket har lett till en strid med ANC om vem som äger rätten till det namnet. Cope lanserades officiellt i Bloemfontein den 16 december 2008, en dryg månad efter att initiativet först tillkännagetts och två månader efter att Mosiuoa Lekota brutit med ANC.

## Bakgrund
Den 18 december 2007 valde Sydafrikas dominerande parti, ANC, den kontroversielle Jacob Zuma till ny partiledare. Partiet är splittrat i frågan om ledarvalet. Jacob Zuma har tidigare lämnat posten som vicepresident efter anklagelser om korruption och våldtäkt.
Två dagar senare avgick Zumas företrädare Thabo Mbeki motvilligt som president efter att ANC uppmanat honom till detta. Mbekis anhängare inom ANC menar att han därigenom förödmjukats offentligt och anklagar partiledningen för maktmissbruk.
En falang inom partiet meddelade i oktober 2008 att man kommer att bilda ett utbrytarparti. I början av december hölls fyllnadsval till parlamentet i 27 valkretsar i Västra Kapprovinsen. Oberoende kandidater, som stödjer planerna på en ny partibildning, erövrade tio mandat medan ANC bara vann i tre valkretsar.

## Partibildning
Den 16 december bildades det nya partiet, Congress of the People (COPE) av omkring 4 000 delegater i Bloemfontein. Landets förre försvarsminister Mosiuoa Lekota utsågs till partiledare, Mbhazima Shilowa till förste vice partiledare och Lynda Odendaal till andra vice partiledare.
Den populäre pastorn Allan Boesak aviserade samtidigt sitt stöd för det nya partiet.

## Valresultat
COPE blev tredje största parti med 7.42% i valet 2009 och var det största oppositionspartiet i fem provinser. Inför kommunvalet 2011 hade partiet drabbats av interna stridigheter och tappade stöd till 2.1% på nationell nivå, men behöll en stark ställning i Norra kapprovinsen där COPE nu styr fyra kommuner i koalition med Democratic Alliance.
I det allmänna valet 2014 föll COPE i allt väsentligt sönder och fick bara 0,67% av rösterna. 